# Desa Nanggerang (administrativ by i Indonesien, lat -6,76, long 108,33)
Desa Nanggerang är en administrativ by i Indonesien.   Den ligger i provinsen Jawa Barat, i den västra delen av landet, 170 km öster om huvudstaden Jakarta.